# 新耶夫雷米夫卡
46°28′44″N 34°56′17″E / 46.47889°N 34.93806°E
新耶夫雷米夫卡（烏克蘭語：Новоєфремівка）是位於烏克蘭南部的村莊，由赫爾松州海尼切斯克區的海尼切斯克市镇負責管轄。該村始建於1915年，面積13.7平方公里，海拔高度27米，2001年人口279，人口密度每平方公里20.3人。